# Tscherwone (Krywyj Rih, Hlejuwatka)
Tscherwone (ukrainisch Червоне; russisch Червоное Tscherwonoje) ist ein Dorf im Westen der ukrainischen Oblast Dnipropetrowsk im Rajon Krywyj Rih mit 819 Einwohnern.
Das 1937 gegründete Dorf liegt im Norden des Rajon Krywyj Rih im Eisenerzbecken Krywbass zwischen dem 23 km nördlich liegenden Schowti Wody und dem 48 km im Süden liegenden Stadtzentrum der Rajonshauptstadt Krywyj Rih, zu dessen Agglomeration es zählt.
Am Dorf vorbei verläuft die Territorialstraße Т–04–18 und die Bahnstrecke Krywyj Rih – Pjatychatky. Der nächste Bahnhof liegt im, zur Gemeinde Hanniwka zählenden, Nachbardorf Rjadowe (Рядове) in 0,5 km Entfernung.
Am 12. Juni 2020 wurde das Dorf zum Zentrum der neugegründeten Landgemeinde Hlejuwatka, bis dahin bildete es zusammen mit den Dörfern Homelske (ukrainisch Гомельське), Kalyniwka (ukrainisch Калинівка), Saporoschez (ukrainisch Запорожець) und Tschabanowe (ukrainisch Чабанове) sowie der Ansiedlung Rudnytschne (ukrainisch Рудничне) die gleichnamige Landratsgemeinde Tscherwone (Червоненська сільська рада/Tscherwonenska silska rada) im Norden des Rajons Krywyj Rih.